# Schlag den Raab – Das Spiel
Schlag den Raab – Das Spiel ist eine Computerspielreihe basierend auf der gleichnamigen Spielshow Schlag den Raab des Senders ProSieben. Von der USK wurden alle drei Teile ohne Altersbeschränkung freigegeben.

## Schlag den Raab
Aufgrund des Erfolges, den die Show auf ProSieben hat, wurde eine Computerspielreihe entwickelt. Dem ersten erschienenen Spiel fehlte noch der Zusatz Das Spiel und erschien als Schlag den Raab. Das Spiel wurde von Spielkind für bitComposer Games entwickelt und von Namco Bandai Partners veröffentlicht.
Das Spiel enthält 21 aus der Spielshow bekannte Minispiele, zum Beispiel „Blamieren oder Kassieren“ mit Elton als virtuellem Quizmaster. Wie in der Fernsehsendung führt auch hier Matthias Opdenhövel durch das Duell. Entweder tritt man gegen die virtuelle Version des Stefan Raab an oder gegen bis zu drei reale Mitspieler (auf der Wii-Version, am PC maximal zu zweit). Das komplette Regelwerk wurde ins Spiel integriert. Die Umsetzung der Figuren ist nicht realitätsnah, sondern wird durch Karikaturen dargestellt. Das Spiel verwendet Originalsounds und Musik der Sendung.
Das Spiel erschien am 10. September 2010 für PC und erhielt auf dieser Plattform eine PEGI-Alterseinstufung von 3 Jahren, während die Wii Version PEGI 12 bekam.

### Rezeption
Das Spiel wurde von diversen Spielemagazinen eher durchschnittlich bewertet. Auffallend ist, dass die Wii-Version besser bewertet wurde als die Computerfassung.
PC-Version:
- Gamezone: 4,2[3]
- Spieleradar: 45 %[4]
- GamingXP: 68 %[5]
- Computer Bild Spiele: gut (2,49)[6]

Wii-Version:
- Spieletipps.de: 65[7]
- Spieleradar: 51 %[8]

### Auszeichnungen
- Schlag den Raab (Wii): BIU Sales Award in Gold[9]

## Schlag den Raab – Das 2. Spiel
Da sich das erste Spiel relativ gut verkauft hat, wurde ein zweites Spiel entwickelt. Entwickelt wurde das Spiel nicht mehr von Spielekind, sondern von Sproing. Die PC-Version wurde am 21. Oktober 2011 veröffentlicht. Außerdem erhielt die Reihe Einzug auf die PS3 und den 3DS.
Anstatt Opdenhövel führt Steven Gätjen durchs Spiel. Im Gegensatz zum Vorgänger, wo die Charaktere eher still waren und nur wenige, sich regelmäßig wiederholende Sprüche besaßen, stieg der Wortschatz deutlich. So beherrscht Raab nun 350 Sprüche. Auch an den Figuren wurde gearbeitet, mehr Details herausgearbeitet. Es gibt 25 Spiele, die sich grob in die Bereiche Action- und Denkspiele unterteilen. Die künstliche Intelligenz wurde verbessert. Die PEGI-Einstufung liegt bei 12 Jahren.

### Rezeption
Das zweite Spiel wurde von Spielemagazinen besser bewertet als der Vorgänger. Ausschlaggebend war vor allem die bessere Grafik und der deutlich bessere Sound. Auch, dass die Figuren glaubhafter kommunizieren, floss in die positivere Wertung ein.
PC-Version:
- Spieletester: 8.5[10]

Wii-Version:
- Computer Bild Spiele: gut (2,45)[11]

## Schlag den Raab – Das 3. Spiel
Da sich die zwei Vorgänger über 250.000 mal verkauften, wurde im September 2012 ein dritter Teil herausgebracht. Das Spiel gibt es für die Plattformen PC, Wii und PS3.
Neu ist in diesem Spiel die Egoperspektive und die Möglichkeit, den gegnerischen Versuch (NPC-Versuch) zu überspringen bzw. den Zeitablauf zu beschleunigen, sodass es gespult wirkt. Auch können Dialoge abgebrochen werden, sodass man das Spiel flüssiger spielen kann. Es gibt 25 Spiele und auch sogenannte „Out-Door-Spiele“. Die Steuerung wurde verbessert, ebenfalls die KI. Neben neuen Sprüchen wurde auch das Petto an Namen erhöht und die Spielfiguren erstmals mit Sprachanimationen versehen.
Die PEGI stufte das Spiel auf eine Altersfreigabe von 3 Jahren ein.

### Rezeption
- Gamezone: 6,6[13]

## Ähnliche Spiele
Für den Ableger der Fernsehshow, Schlag den Star, wurde 2017 ebenfalls eine Videospielumsetzung mit dem Titel Schlag den Star – Das Spiel veröffentlicht.